# تروابادا (ویرجینیای غربی)
تروابادا، ویرجینیای غربی (به انگلیسی: Truebada, West Virginia) یک منطقهٔ مسکونی در ایالات متحده آمریکا است که در ویرجینیای غربی واقع شده‌است.

## خصوصیات
تروابادا ۲۲۱٫۹ متر بالاتر از سطح دریا واقع شده‌است.